# Madagaszkári mongúzok
A madagaszkári mongúzok (Galidiinae) ragadozók (Carnivora) rendjében azon belül a macskaalkatúak (Feliformia) alrendjénben még azon belül a madagaszkári cibetmacskafélék (Eupleridae) családja egyik alcsaládja.

## Rendszerezés
Az alcsaládba az alábbi 4 nem és 6 faj tartozik:
- Galidia (I. Geoffroy Saint-Hilaire, 1837) – 1 faj
  - gyűrűsfarkú mongúz (Galidia elegans)

- Mungotictis (Pocock, 1915) – 1 faj
  - vékonycsíkos mongúz (Mungotictis decemlineata)

- Salanoia (Gray, 1865) – 2 faj
  - barnafarkú mongúz vagy szalano (Salanoia concolor)
  - Durrell-mongúz (Salanoia durrelli) - csak 2004-ben fedezték fel és 2010-ben nyilvánították különálló fajnak

- Galidictis (Gray, 1865) – 2 faj
  - szélescsíkú mongúz vagy sávos mongúz (Galidictis fasciata)
  - óriás szélescsíkos mongúz (Galidictis grandidieri)